# Euribor

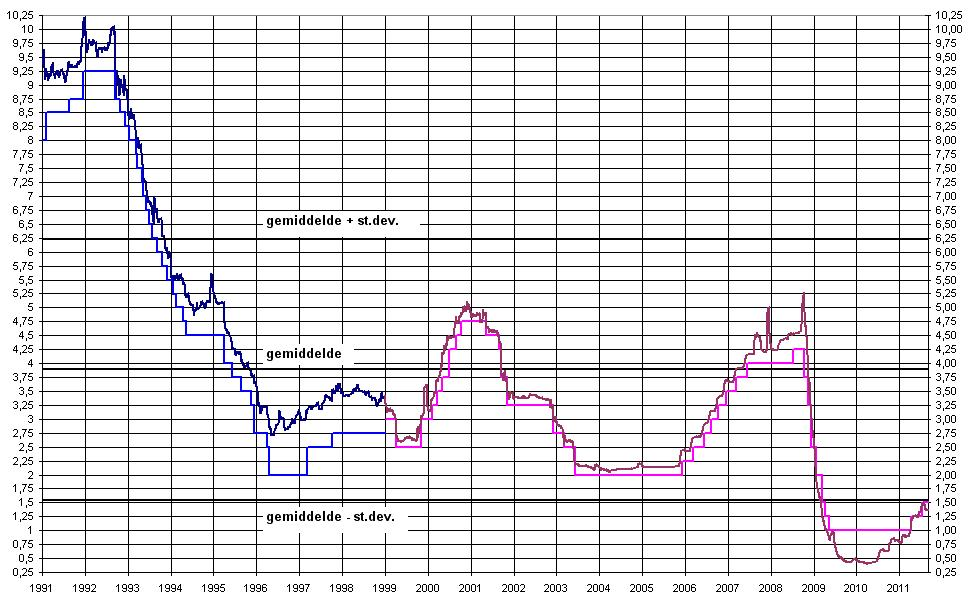
Verloop 1-maands AIBOR 1991-1998 en Euribor 1999 - 2011 tezamen met voorschot- en refirente

Euribor

De Euribor (Euro Interbank Offered Rate) is het benchmarktarief op de geldmarkt waartegen interbancaire termijndeposito's met een vaste looptijd tot en met één jaar in eurobedragen binnen de Europese Economische en Monetaire Unie aangeboden worden door de ene primaire bank aan de andere primaire bank. Euribortarieven worden elke werkdag vastgesteld voor 7 looptijden: 1 week en 1, 2, 3, 6, 9 en 12 maanden.

## Berekening
De Euribortarieven worden vooraf vastgesteld op basis van een enquête onder een panel (toetsgroep) van op dit moment (peildatum augustus 2022) 18 banken met de hoogste handelsvolumes in de Economische en Monetaire Unie (EMU). In het panel zit de Nederlandse bank ING en Belfius van België. De gemiddelde rente wordt berekend na eliminatie van de 15% hoogste en laagste quotaties op een actual/360-basis.
Tot 3 januari 2013 zat de Rabobank ook in het panel, maar deze bank besloot vanwege bedrijfseconomische criteria om eruit te stappen. Enkele dagen later stapte ook de Oostenrijkse bank Raiffeisen International uit het panel, omdat interbancair lenen niet langer werd gezien als kernactiviteit. Volgens analisten waren laatstgenoemde banken echter bang voor reputatieschade omdat het Euriborpanel ook, net als bij de LIBOR, onder vuur zou kunnen komen te liggen.

## Looptijden
Euribortarieven zijn beschikbaar voor acht looptijden: 1 en 2 weken en 1, 2, 3, 6, 9 en 12 maanden. Tot 1 november 2013 werden er ook Euribortarieven gepubliceerd voor de looptijden van 3 weken, 4, 5, 7, 8, 10 en 11 maanden. Omdat de handelsvolumes van deze looptijden relatief laag waren kwamen deze te vervallen.

## Publicatie
De eerste Euribortarieven werden gepubliceerd op 30 december 1998, een aantal dagen voor de introductie van de euro. Ze waren geldig voor leningen met startdatum maandag 4 januari 1999. Tot en met 1998 werden de tarieven voor de verschillende valutaleningen vastgesteld in verschillende Europese financiële centra: Amsterdam, Brussel, Frankfurt, Londen en Parijs. In Amsterdam werden de AIBOR (Amsterdam Inter Bank Offered Rate) tarieven bepaald waartegen Nederlandse banken deposito's in guldens of eurovaluta aanboden aan andere binnenlandse banken.
De Euribor-rentetarieven worden dagelijks om 11.00 uur MET via diverse kanalen gepubliceerd, twee TARGET-dagen voorafgaand aan de eerste dag van de desbetreffende renteperiode (of, indien deze datum geen werkdag is, de dichtstbijzijnde werkdag ten minste twee TARGET-dagen voor de eerste dag van de betreffende renteperiode).

## Gebruik
Primaire banken zijn banken met een zeer goede kredietbeoordeling, zoals een Aaa- of Aa-rating van Moody's. Banken met een minder gunstige beoordeling betalen een extra opslag (spread), boven op het Euribortarief. Deze spread, een maat voor het vertrouwen in de lenende bank, kan sterk variëren in de tijd. De hoogte van de spread was voor de kredietcrisis gerelateerd aan de prijs van de Credit default swap van de lenende bank voor de looptijd van de (Euribor) lening. Tegenwoordig is deze (cor)relatie wat minder sterk.
De Euribor wordt gebruikt in de financiële wereld voor het vaststellen van rentes voor allerlei afgeleide producten, zoals renteswaps. De Euribor dient als referentie voor een obligatie met een variabel rentetarief. De couponrente is de Euribor plus een opslag, bijvoorbeeld de zesmaands-Euribor + 0,30%.
Het Euribortarief met een looptijd van 1 maand wordt vaak gebruikt als basisrente (exclusief opslagen voor spreads, apparaats-, kredietrisico- en kapitaalskosten en winst) voor een hypothecaire lening met een variabele rente. De opslag is bijvoorbeeld 2,75% en de 1-maands Euribor -/- 0,37 %, de rente is dan 2,38%. In oude contracten is de opslag soms laag en niet variabel, waardoor in zeldzame gevallen de totale hypotheekrente negatief is.
In het hypotheekcontract met de bank staat in de meeste gevallen welk deel van het tarief variabel is en welk deel vast. Tijdens de kredietcrisis stegen de spreads, als gevolg van diep onderling wantrouwen tussen de banken, tot ongekende hoogte en werd het tot dan toe zeer populaire securitiseren van pakketten met hypotheken vrijwel onmogelijk. In een reactie op de crisis werden de kapitaalseisen (zie Basel 2) voor banken strenger. Ten slotte daalden de huizenprijzen en nam het aantal betalingsachterstanden van klanten toe. Als gevolg van de laatstgenoemde drie factoren daalden veel variabele hypotheektarieven slechts in beperkte mate mee met de dalende Euribortarieven.
De Euribortarieven zijn ook sterk gekoppeld aan het feitelijke niveau en de verwachte ontwikkeling van de refirente (het tarief voor de basis-herfinancieringstransacties) van de Europese Centrale Bank (ECB). De volatiliteit van de Euribortarieven op en rond de dagen waarop het ECB bestuur vergadert over de hoogte van de refirente is dan ook vaak hoger dan op andere dagen.

## Euribor onder vuur
In 2012 ontstond er ophef over de LIBOR-tarieven, die een vergelijkbare functie hebben als de Euribortarieven. Grote banken bleken de LIBOR in hun eigen voordeel te hebben gemanipuleerd. Begin 2013 kwam ook de totstandkoming van de Euribortarieven onder vuur te liggen na een onderzoek door de Europese Effecten en Markten Autoriteit (ESMA). Volgens de toezichthouder was er sprake van belangenverstrengeling, was er te weinig controle op het proces en was de definitie van de Euribortarieven onduidelijk. Bij het bedrijf Thomson Reuters, dat de tarieven berekent, zou te weinig toezicht zijn, zou er bij de panel banken onvoldoende interne controle zijn en zouden de tarieven onvoldoende getoetst worden aan de tarieven bij daadwerkelijke transacties.
In december 2013 legde de Europese Commissie (EC) ruim 1 miljard euro aan boetes op voor drie grote banken wegens samenspanning bij de vaststelling van de Euribor. De banken die een boete kregen waren Deutsche Bank, Société Générale en Royal Bank of Scotland. Barclays was er ook bij betrokken, maar omdat deze bank als eerste naar de EC stapte was deze ook schuldig, maar kreeg geen boete opgelegd.

## Euribor met negatieve rente
Onder invloed van het opkoopprogramma door de ECB dook de 3-maands Euriborrente in april 2015 onder de 0%.

## 2020 Betekent het einde van Euribor
De ECB heeft besloten per 1-1-2020 te stoppen met het ondersteunen van het Euribor tarief. Het wordt vervangen door ESTER.